# Basti (stad)
Basti is een stad en gemeente in het district Basti van de Indiase staat Uttar Pradesh. 

## Demografie
Volgens de Indiase volkstelling van 2001 wonen er 106.985 mensen in Basti, waarvan 53% mannelijk en 47% vrouwelijk is. De plaats heeft een alfabetiseringsgraad van 69%. 